# Le Temps désarticulé
 (novembre 2024).
Le Temps désarticulé (titre original : Time Out of Joint) est un roman de science-fiction de Philip K. Dick paru aux États-Unis en 1959 et en France en 1975.
Dans les années 1960, plusieurs romanciers de science-fiction s'interrogent sur la réalité et sa représentation par des simulacres, comme Daniel F. Galouye avec Simulacron 3 (1964), et Philip K. Dick avec Simulacres (1964) et un roman précurseur, Le Temps désarticulé, paru en 1959.  Dick a imaginé des mondes simulés par des décors et des manipulations psychiques, au service de forces politiques. Dans ses romans, ce thème est multiplié par le talent propre à cet écrivain pour combiner ses visions personnelles (hallucinations), ses réflexions philosophiques et religieuses et des ambitions utopiques.

## La situation romanesque
- Une petite ville des années cinquante : ses grands magasins, ses administrations et des familles banales. Comme le couple Bill et Junie Black ; Bill est un employé d'une administration qui s'aligne sur la mode et sur ses chefs. Ses voisins l'intéressent beaucoup : le couple Vic et Margo Nielson et leur fils Sammy ; Vic est un employé de supermarché qui s'occupe de fruits et légumes.
- Un marginal : Ragle Gumm, le frère de Margo. Il « gagne sa vie » en répondant chaque jour aux questions du jeu Où Sera Le Petit Homme Vert La Prochaine Fois qui paraît dans les journaux locaux. Les questionnaires sont complexes, Ragle fait de nombreux calculs difficiles et des schémas dans l'espace et dans le temps ; il gagne tous les jours depuis deux ans ; parfois, il fait des erreurs, mais « on » les lui pardonne ; son approche des énigmes est d'ailleurs plus esthétique que rationnelle, mais il ne joue pas au hasard, il devine juste. Ce curieux « métier » (qui ne devrait pas en être un) est fatigant, mais il lui rapporte des gains appréciables et le rend célèbre. Ragle se pose des questions sur sa situation de célibataire de quarante-six ans, qui tente de séduire sa jeune voisine immature (Junie), et qui vit d'un métier bizarre qui n'en est pas un.
- Le contexte : on discute beaucoup dans ce petit monde. Faut-il regarder la télévision et ses émissions ? Il est dommage qu'il n'y ait plus de radio. Alors, faut-il s'abonner plutôt à un club de livres qui publie ce mois-ci un « document sur l'esclavage », La Case de l'Oncle Tom, d'un auteur inconnu, Harriet Beecher Stowe ? Par contre, on connaît le rapport Kinsey. On discute de l'économie qui va mal, de la prise de tranquillisants pour soigner des indigestions, de l'existence des soucoupes volantes, du passage d'avions à réaction, de l'imminence de la troisième guerre mondiale et de la chute attendue de bombes H.
- Un monde qui se désagrège : l’emplacement d'objets connus est parfois incertain. Quand Ragle va acheter une bière à la buvette du quartier, il arrive que celle-ci « se désagrège en fines molécules » et qu'il trouve à la place une simple étiquette marquée buvette ; il les collectionne et vit alors dans l'angoisse. Est-il victime d'un canular ? Il découvre aussi un vieil annuaire de téléphone dont les indicatifs lui sont inconnus et qui ne sont plus attribués — mais où il aurait pu trouver son propre nom —, ainsi que des revues populaires parlant d'événements et de célébrités, comme Marilyn Monroe ou Laurence Olivier, qui lui sont tout autant inconnus. Ragle envisage alors d'arrêter son curieux métier de devineur de jeux pour prendre un métier manuel, ou retourner à l'université pour étudier la philosophie. Ou pour partir « ailleurs ». Dans un univers parallèle ?

## Analyse
- « Notre réalité est criblée de fuites » : le héros décalé, Ragle, s'interroge sur la réalité du monde où il vit, et fait même référence au plus célèbre des philosophes idéalistes, l'évêque irlandais du XVIIIe siècle, Berkeley. Il cite Shakespeare, pour donner son titre (anglais) au roman : « The Time is out of joint / L'époque est désarticulée[1] ». Ses références sont aussi mystique et religieuse, et Dick fait allusion aux sectes chrétiennes hérétiques (gnostiques).
- L'angoisse : la paranoïa du héros est un thème fréquent dans les romans de Dick. On peut supposer que lui-même, par des moyens naturels ou artificiels, savait ce qu'étaient des hallucinations. La chance de Dick romancier est d'avoir eu à sa disposition la science-fiction — ce genre littéraire devenu sophistiqué avec « l'âge d'or » (Van Vogt, Asimov, Simak, Bester) — où ses visions propres pouvaient être objectivées dans des scénarios astucieusement montés. Ces bizarreries que voient les personnages de ce roman, comme des autobus creux emplis d’ « hommes creux » (et le poète T. S. Eliot est appelé à l'aide pour cette image étrange et poétique[2]), est-ce l'effet de la folie qui les frappe ? ou l'effet d'une incompréhensible manipulation faite à leurs dépens.
- Les univers parallèles : toujours grâce aux thèmes propres à la science-fiction, les héros du livre peuvent vivre dans un univers apparemment banal, par des moyens également banals (un poste à galène, un autobus, un camion de livraison), et entrer en relation avec un univers parallèle étrange. Cela permet à Dick de mettre en scène des mondes qui sont des simulacres, mot qui interviendra explicitement en 1964, dans le titre d'un de ses romans. Y a-t-il du réel dans le monde de Ragle et Vic ? ou bien tout est-il faux : les décors, les camions, les passagers des bus, les voisins, l'argent, les cartes de crédit, jusqu'à l'époque ? Quand on quitte les « mondes simulés » qui ressemblent à notre monde réel, on pénètre dans des « mondes réels » qui ne ressemblent à rien de connu. Et quand on rencontre des « manipulateurs », n'y a-t-il pas derrière eux d'autres « manipulateurs » ?
- Littérature. 
  - Le monologue : Dick utilise avec virtuosité la technique du monologue intérieur, entraînant le lecteur dans la pensée des personnages (sa célèbre empathie), le déconnectant ainsi des repères de la réalité extérieure : cette technique d'écriture est l'une des « signatures » spécifiques de l'écrivain. Le personnage qui se parle (Ragle Gumm le plus souvent) peut à la fois se voir dans son propre présent, et aussi lui superposer ses émotions (angoisses et sentiment de culpabilité), des images nées de ses désirs amoureux et des fragments du monde réel et menaçant qu'« on » lui cache. Tout cela en quelques lignes : Dick est un très grand écrivain.
  - Les décors : Dick excelle à montrer l'angoisse qui monte quand un personnage passe d'un univers sombre, trop vide d'habitants (la route, un parking) à un univers trop brillant et trop plein de gens (un restaurant). Ces univers sont-ils fiables ? ou des décors ? Tout le talent de Dick : rendre extraordinaires des décors familiers.
  - Points de vue de Dieu : Dick change aussi les points de vue. Quand ses héros en plein désarroi s'interrogent sur la réalité de leur univers, le romancier fait intervenir des séquences ayant lieu « ailleurs » et qui prouvent que ces héros ont bien raison de se méfier, et pourtant les mobiles profonds échappent à tous : « Nos vies dépendent de Ragle Gum. De lui et de son concours ». Sont-ce des « Dieux » qui surveillent des hommes, ou Ragle Gumm est-il lui-même un « Dieu qui s'ignore » (thème pas rare en science-fiction, voir Le Livre de Ptath de Van Vogt ou Toi, l'immortel de Zelazny). Que devient un monde qui a besoin de son dieu pour survivre, quand ce dieu s'enfuit dans un univers parallèle pour fuir « ceux qui le pourchassent » ?

## La place duTemps désarticulé
- Névrose, politique... : les lecteurs de Dick ont compris très tôt que le romancier créait des fictions paranoïaques pour entraîner les lecteurs dans les méandres d'un esprit perturbé, le sien, qu'il projetait dans l'esprit de ses personnages. Ce monde où l'on peut être surveillé par un Œil dans le ciel (titre d'un roman de 1957), c'est aussi celui de la politique : celui des mondes totalitaires, nazis, staliniens, qui interviennent souvent également dans ses récits. C'est aussi celui des États-Unis quand ils sont dirigés par des chefs d'État autoritaires et haïs (voir le rôle attribué à Nixon dans divers romans de Dick). Dick appartient à la « génération radicale » qui a manifesté sur les campus universitaires contre la guerre du Viet Nam. Dans ce Temps désarticulé, on ne sait pas quelle est la structure politique qui « surveille » Ragle Gumm et sa famille, « sont-ils bons, sont-ils méchants » ? En tout cas cette structure politique est suspecte, et ce roman de 1959 est complètement représentatif de la période de la guerre froide entre les Américains et les Russes, avec la peur de la guerre atomique et de l'arrivée des missiles soviétiques.
- ... et mysticisme : À ces éléments psycho-pathologiques (névrose paranoïaque) et politiques, s'ajoute un troisième terme dont bien des lecteurs de Dick n'ont pris que tardivement conscience, souvent au temps de La Trilogie divine (1976-1982) : la réflexion religieuse. Celle-ci est nourrie de lectures extrêmement variées, d'essais philosophiques, des textes chrétiens officiels ou hérétiques, de textes chinois, égyptiens, indiens, persans. Or, ce livre de 1959 prouve que cette méditation religieuse et philosophique était déjà active très tôt chez Dick et qu'il s'en servait pour écrire des romans profondément originaux où la perte de confiance dans la réalité du romancier était complètement prise en charge par la structure narrative du roman qui combinait astucieusement la folie, la politique et la mystique, en mêlant des histoires d'amours adultères, des opérations de commando et des discussions philosophiques.
- Paranoïa et simulacre. Ragle Gumm déclare : « Parce que je suis le centre de l'univers. Ils se sont donné un mal fou pour construire un monde factice autour de moi. » Où est-il dans l'espace ? Quand existe-t-il, dans le temps ? Le roman se passe-t-il dans le temps contemporain de son écriture (1959) ou dans le futur (1998) ? Le héros se souvient-il le lendemain de ce qui est arrivé la veille ? Le Temps désarticulé n'a pas la célébrité des romans habituellement considérés comme les grands livres de Dick : Le Maître du Haut Château, Le Dieu venu du Centaure, Glissement de temps sur Mars, et surtout Ubik, mais on a vu qu'il anticipe avec brio sur les grands thèmes futurs du romancier : les jeux avec les réalités intérieures et extérieures. Ce roman est une étape importante sur un thème promis à un bel avenir dans les fictions romanesques, cinématographiques et télévisuelles : le simulacre.
- Retour à la politique : Le monde où nous vivons est-il authentique ou n'en connaissons-nous qu'une version factice imposée par des puissances politiques inconnues ? La complexité du récit romanesque — au niveau des relations entre les personnages, ou dans leurs cerveaux — a son équivalence dans la situation politique en arrière-plan. Et Dick fait se développer en fin du roman un projet utopique propre à sa vision intime de la science-fiction.

## Jugements
- Lorris Murail : « ... l'idée des univers alternatifs et le jeu sur le réel / l'illusion / le simulacre apparaissant en 1957 avec L'œil dans le ciel. Ce dernier thème est exploré de façon plus typiquement dickienne en 1959 dans ce qui est sans doute son meilleur roman de la première période, Le Temps désarticulé. » (in Les maîtres de la science-fiction, voir la bibliographie)
- Dans Chronic'art, le critique Alexandre Cardon estime que le film The Truman show de Peter Weir s'inspire de ce roman : « La trame est assez originale bien qu’en partie empruntée à Philip K. Dick (Le Temps désarticulé) et permet de maintenir une certaine attention tout au long du film[3].»

## Éditions françaises
- Le Temps désarticulé, Calmann-Lévy, coll. « Dimensions SF » no 13, 1975,  (ISBN 2-7021-0004-X)
- Le Temps désarticulé, Le Livre de poche, coll. « SF », no 7021, 1978,  (ISBN 2-253-01895-3)
- Le Temps désarticulé, Pocket, coll. « Science-fiction », no 5275, 1987,  (ISBN 2-266-02081-1)
- Le Temps désarticulé, J'ai lu, coll. « SF », no 4133, 1996  (ISBN 2-277-24133-4) ; réédition 2014,  (ISBN 978-2-290-03358-6)
- Le Temps désarticulé, dans La Porte obscure, Presses de la Cité, coll. « Omnibus », 1994 ; réédition en 2003,  (ISBN 2-258-03699-2)
- Le Temps désarticulé, dans Romans 1953 - 1959, J'ai lu, coll. « Nouveaux Millénaires », no 8, 2012,  (ISBN 978-2-290-03406-4)